# Ратови звезда: Последњи џедаји
Ратови звезда: Последњи џедаји (енгл. Star Wars: The Last Jedi), познат и као Ратови звезда — епизода VIII: Последњи џедаји, амерички је научнофантастични филм из 2017. године, режисера, сценаристе и продуцента Рајана Џонсона, који представља осми део саге Ратови звезда и наставак филма Буђење силе (2015). Глумачку екипу чине Адам Драјвер, Дејзи Ридли, Џон Бојега, Оскар Ајзак, Лупита Нјонго, Енди Серкис и Донал Глисон уз, Марка Хамила, Кари Фишер, Ентонија Данијелса и Френка Оза који поново тумаче своје улоге из претходних наставака, док се у новим улогама појављују Кели Мари Тран, Лора Дерн и Бенисио дел Торо. Последњи џедаји означио је последњи глумачки наступ глумице Кари Фишер која је преминула у децембру 2016. године, a сам филм је њој и посвећен.
Радња филма прати Реј коју за џедај витеза обучава Лук Скајвокер у нади да ће њена обука помоћи Покрету отпора у борби против Кајло Рена и Првог реда. Филм је први пут најављен у октобру 2012. године, када је Дизни преузео Лукасфилм и најавио снимање нове трилогије. Продуценти филма су били Кетлин Кенеди и Рам Бергман, док је режисер филма Буђење силе, Џеј-Џеј Ејбрамс, био извршни продуцент. Џон Вилијамс, композитор свих претходних епизодних филмова овог серијала, вратио се као композитор и овог филма. Снимање неких сцена код Мајклове стене у Ирској започело је већ током претпродукције у септембру 2015, да би главно снимање започело у фебруару 2016. године. Главне локације снимања биле су Pinewood Studios у Енглеској, а један део филма је снимљен у Дубровнику.
Филм је премијерно приказан у Лос Анђелесу 9. децембра 2017, док је у америчким биоскопима реализован 15. децембра исте године (два дана раније имао је премијеру у српским биоскопима). Зарадио је преко 1,3 милијарди долара широм света, што га чини најуспешнијим филмом из 2017. године, а у време изласка је био седми најуспешнији филм у Северној Америци, као и девети најуспешнији филм икада. Други је филм по заради из серијала Ратови звезда и остварио је нето профит од преко 417 милиона долара. Добио је позитивне критике од стране критичара, који су нарочито похвалили глуму, музику, визуелне ефекте, акционе сцене и емоционалну тежину. Био је номинован за четири Оскара, укључујући оне за најбољу оригиналну музику и најбоље визуелне ефекте, као и за две награде БАФТА. Наставак, Ратови звезда: Успон Скајвокера, премијерно је приказан 2019. године.

## Радња
Припадници Покрета отпора предвођени Лејом Органом, управо се налазе у фази евакуације своје базе, када стиже борбена флота Првог реда. Након ефективног, али скупо плаћеног контра-напада, који је предводио По Дамерон, бродови Покрета отпора беже брзином светлости, али Први ред успева да их сустигне захваљујући направи којом располажу. Кајло Рен, Лејин син, уништава неколико бродова Покрета отпора, али оклева када треба да уништи главни брод, на коме се налази његова мајка. Борбени ловци Првог реда уништавају део главног брода, убијајући адмирала Акбара и ранивши Леју, након чега адмиралка Емилин Холдо преузима вођство над Покретом отпора. Незадовољни њеном стратегијом По, Фин, ББ-8 и механичарка Роуз Тико смишљају тајни план уништавања направе за праћење коју има Први ред.
За то време Реј заједно са Чубаком и Р2-Д2-ом у свемирском броду Миленијумски соко стиже на удаљену планету Ахч-То, како би пронашли Лука Скајвокера и натерали га да се придружи Покрету отпора. Обесхрабрен Лук у почетку одбија, чак и након што сазна за смрт Хана Сола. Без Луковог знања Реј и Кајло Рен почињу да међусобно комуницирају путем телепатских визија. После наговора Р2-Д2-а, Лук ипак пристаје да обучи Реј о Сили. Лук и Кајло Рен испричају Реј две потпуно различите приче о њиховом сукобу, након кога је Рен прешао на тамну страну Силе, а Лук јој признаје да је у једном тренутку размишљао и да убије Рена, након што га је Врховни вођа Сноук искварио; управо то је био тренутак у коме је Рен убио преостале Лукове ученике, будуће џедаје. Уверена да се Рен још увек може преобратити на светлу страну, Реј напушта планету, како би се суочила са њим без Лука. Лук се тада припрема да запали стари храм џедаја и библиотеку која се тамо налази, али сусреће се са духом Јоде који то ради уместо њега и охрабрује га да учи из својих неуспеха.
Адмиралка Холдо открива свој план евакуације преосталих чланова Покрета отпора користећи мале бродове. Верујући да је њен план кукавички и ризичан, По започиње побуну. Фин, Роуз и ББ-8 одлазе на планету Канто Бајт, како би затражили помоћ од хакера Ди-Џеја, који тврди да може да уништи направу за праћење. Њих четворо се убрзо убацују на Сноуков брод, али их хвата капетан Фазма, док ББ-8 успева да побегне. У међувремену Реј такође долази на брод, па је Рен води до Сноука који јој открива да је заправо цело време контролисао телепатску везу између њих двоје, и да је то био план за уништење Лука. Наређује Рену да убије Реј, али уместо тога он убија Сноука, па се њих двоје заједно боре против Сноукових чувара. Након што их победе, Рен позива Реј да заједно са њим влада галаксијом, што Реј одбија. Користећи Силу, обоје се боре да се домогну светлосне сабље Анакина Скајвокера, која се у кључном тренутку преполовљава.
За то време, Леја се опоравља, спутава Поа и допушта евакуацију према Холдоином плану. Холдо остаје на броду како би преварила Сноукову флоту, док чланови Покрета отпора беже до базе на планети Крејт. Међутим, хакер Ди-Џеј разоткрива њихов план, па евакуациони бродови бивају разоткривени и бомбардовани уз тешке губитке. Холдо се жртвоје и забија брод брзином светлости у Сноукову флоту. У хаосу који настаје, Реј успева да побегне, док се Рен проглашава новим врховним вођом. ББ-8 ослобађа Фина и Роуз, па њих троје, након што поразе Фазму, беже и придружују се осталим преживелима на Крејту. Када припадници Првог реда дођу на Крејт, По, Фин и Роуз предводе напад јуришним бродовима. Реј са Соколом привлачи на себе борбене ловце, док Роуз спашава Фина од самоубилачког покушаја забијања у противнички топ, који разара базу где се налазе чланови Покрета отпора.
У том тренутку долази Лук, који се сам суочава са Реном како би омогућио Покрету отпора да сигурно побегну. Рен наређује војсци Првог реда да пуцају на Лука, што нема никакав ефекат, па се Рен суочава са њим употребом светлосне сабље. Кајло удара Лука, али схвата да се борио са Луковом пројекцијом; Лук се заправо све време налазио на својој планети и уз помоћ силе пројектује самог себе на Крејту. Лук објашњава Рену да он неће бити последњи џедај, док Реј за то време користи Силу како би помогла остатку Покрета отпора да побегне на Соколу. На планети Ахч-То исцрпљени Лук умире, и постаје једно са силом. Леја уверава преживеле да Покрет отпора сад има све што му је потребно за поновно уздизање. На планети Канто Бајт, једно од деце које је помогло Фину и Роуз да побегну, хвата метлу и погледом пуним наде гледа у свемир.

## Улоге
| Глумац | Улога              |
| --- | ------------------ |
| Марк Хамил                                                                                                 | Лук Скајвокер      |
| Кари Фишер                                                                                                 | Леја Органа        |
| Адам Драјвер                                                                                               | Кајло Рен          |
| Дејзи Ридли                                                                                                | Реј                |
| Џон Бојега                                                                                                 | Фин                |
| Оскар Ајзак                                                                                                | По Дамерон         |
| Лупита Нјонго                                                                                              | Маз Каната         |
| Енди Серкис                                                                                                | Врховни вођа Сноук |
| Донал Глисон                                                                                               | Генерал Хакс       |
| Ентони Данијелс                                                                                            | Ц-3ПО              |
| Џонас Суотамо                                                                                              | Чубака             |
| Џими Ви | Р2-Д2              |
| Френк Оз                                                                                                   | Јода               |
| Кели Мари Тран                                                                                             | Роуз Тико          |
| Гвендолин Кристи                                                                                           | Фазма              |
| Бенисио дел Торо                                                                                           | Ди Џеј             |
| Лора Дерн                                                                                                  | Емилин Холдо       |
| Бил Хејдер (вокални консултант) Бен Шварц (вокални консултант) Дејв Чапман (луткар) Брајан Херинг (луткар) | ББ-8               |

## Продукција

### Развој
У октобру 2012. године, креатор Ратова звезда Џорџ Лукас је продао своју компанију Лукасфилм, а самим тим и права на франшизу Ратови звезда компанији Волт Дизни. Џеј-Џеј Ејбрамс је изабран за режисера првог филма у трилогији, Буђење силе, у јануару 2013. године. У јуну 2014. године, најављено је да је режисер Рајан Џонсон у преговорима за писање сценарија и режију наставка, Епизоду VIII, као и оквир за трећи филм, Епизоду IX, са Рамом Бергманом као продуцентом оба филма. Рајан Џонсон је у августу исте године потврдио да ће режирати Епизоду VIII. У септембру, филмски редитељ Тери Гилијам је упитао Џонсона, какав је осећај преузети нешто толико познато од другог режисера. Џонсон одговорио:
Тек сам започео са овим, али досад, искрено, то је најзабавнија ствар за коју сам икад писао. Једноставно је весело. Али за мене је и лично, одрастао сам не само гледајући те филмове, већ и играјући се са тим играчкама, тако да су први филмови које сам слагао у својој глави били смештени у том свету. Велики део тога је та директна веза, готово попут аутоматског враћања натраг у детињство на чудан начин. Али не знам, питајте ме поново за неколико година и моћи ћемо разговарати о томе.
У децембру 2015. године председница Лукасфилма Кетлин Кенеди је изјавила: „још нисмо испланирали баш сваки поједини детаљ [трилогије наставака]” и да ће Џеј-Џеј Ејбрамс сарађивати са Џонсоном, као и да ће Џонсон сарађивати са тадашњим редитељем Епизоде IX Колином Тревороуим, како би се осигурао глатки прелаз. Ејбрамс је изабран за извршног продуцента, заједно са Џејсоном Мекгетлином и Томом Карновскијем. Лукасфилм је 23. јануара 2017. године објавио да ће наслов филма бити Ратови звезда: Последњи џедаји.

### Писање
Прича овог филма почиње одмах након радње филма Буђење силе. Џонсон је са својом групом за причу одгледао филмове као што су: Полетање усред дана, Мост на реци Квај, Ганга Дин, Три самурајска одметника, Сахара и Непослато писмо, за инспирацију док је развијао идеје за филм. Он је осетио како је тешко радити на филму, док се снимање Буђења силе завршавало.
Џонсон је осмислио сцену са одразима Реј у огледалима, како би симболизовао њену потрагу за идентитетом; док она гледа одраз својих родитеља, она само види себе. Реј сазнаје да су њени родитељи били „нико и ништа”, зато што би то била „најтежа ствар” коју би она и публика могли да чују; Џонсон је повезао ту сцену са сценом у којој Лук сазнаје да је Дарт Вејдер његов отац у филму Империја узвраћа ударац. Он је изјавио: „Најједноставнија ствар коју би Реј и публика могли да чују је, О да, ти си ћерка ње и њега. То би било испуњене жеље и одмах би се њена прича убацила у радњу. Најтежа ствар за њу би била да чује да неће добити одговор на то питање тако једноставно... Мораћеш да пронађеш снагу да се усправиш на своје две ноге и дефинишеш себе у овој причи.”
Током продукције, глумац Марк Хамил је изјавио да се не слаже са смером намењеним за његов лик, сматрајући да је Луков изузетно разочарани карактер, супротан оном оптимистичном из ранијих делова. Касније је Хамил рекао да жали због тога што је своје почетне недоумице јавно изнео и упоредио је своја неслагања са сукобима које је имао са Џорџом Лукасом током снимања филма Повратак џедаја.

### Кастинг
У септембру 2015. године, Дизни је скратио листу глумица на Џину Родригез, Татјану Маслани и Оливију Кук. Касније тог месеца, Бенисио дел Торо је потврдио да ће тумачити улогу зликовца у овом филму и потврђено је да ће у филму глумити и Марк Хамил. У октобру исте године, кружиле су гласине да је Гугу Мбата-Роу добила улогу у филму. У новембру, Џими Ви је добио улогу Р2-Д2-а. У новембру, Кенедијева је на лондонској премијери филма Буђење силе изјавила да ће се целокупна глумачка екипа вратити за Епизоду VIII, уз неколико нових глумаца. У фебруару 2016. године, током почетка снимања, потврђено је да ће се у филму појавити Лора Дерн и Кели Мари Тран у новим улогама. У априлу 2017. године, на прослави Ратова звезда у Орланду, Лукасфилм је најавио да ће Транова играти механичарку побуњеника Роуз Тико, коју је Џонсон описао као највећу нову улогу у филму. Како би повратак Френка Оза као Јоде остао тајна, продуценти су искључили Озово име у наплати за маркетинг пре премијере и осигурали да Оз остане током снимања на сцени.

### Снимање
Снимање је започело током пре-продукције на Мајкловој стени у Ирској 14. септембра 2015. године, због потешкоћа у снимању на тој локацији, током осталих годишњих доба. Требало је да траје четири дана, али снимање је отказано првог дана због лошег времена и тешких услова. У новембру 2014. године, Иван Дунливи, извршни директор Пајнвуд студија, потврдио је да ће филм бити снимљен у Пајнвуду, са додатним снимањем у Мексику. Дел Торо је у септембру 2015. открио да ће главно снимање започети у марту 2016; Kенедијева је касније изјавила да ће снимање филма започети у јануару 2016. године. Продукција је започела рад на позорници 007 у Пајнвуд студију 15. новембра 2015. године. Рик Хејнрикс је био дизајнер продукције.
У јануару 2016. продукција Епизоде VIII одложена је до фебруара због промена сценарија. Снимање филма било је у опасности због предстојећег штрајка. 10. фебруара 2016. године, директор Дизнија Боб Ајгер је потврдио да је снимање филма почело, под радним називом Свемирски медвед. Додатно снимање филма одржано је у Дубровнику, у Хрватској од 9. до 16. марта, као и у Ирској у мају. Малин Хед у округу Донегол и планинско подручје у округу Kери, послужили су као додатне локације за снимање. Kако би се повећала интимност сцена, Драјвер и Ридлијева били су обоје били присутни приликом снимања разговора преко Силе. Као локације за снимање битке на планети Крејт у јулу, послужиле су сланишта Салар де Ујуни у Боливији.
Снимање је завршено 22. јула 2016. године, иако Лупита Нјонго до септембра није снимила своје сцене. У фебруару 2017. године, најављено је да су секвенце у филму снимане ИМАКС камерама. Дизајнер продукције Рик Хејнрикс изјавио је да је оригинални сценарио захтијевао преко 160 сетова, двоструко више него што би се могло очекивати, али да је Џонсон све „смањио и изрезао”. На крају је 125 сетова створено на 14 звучних позорница у Пајнвуд студију.
Према дизајнеру створења Нелу Сканлану, Последњи џедаји је искористио више практичних ефеката од било којег филма из франшизе, са 180 до 200 бића створених практичним ефектима, неких избачених из коначне монтаже. За Јодину појаву у филму као духа, лик је створен помоћу луткарства, као што је то учињено у оригиналној трилогији Ратова звезда (за разлику од рачунарско-генерисаних слика, које су коришћене за стварање Јоде у већини пред-наставака).
Сцене на Канто Бајту садрже референце из филма Бразил режисера Терија Гилијама из 1985. године, у којем су Фин и Роуз ухапшени због кршења места за паркирање 27Б/6.

### Музика
У јулу 2013. године, Кенедијева је најавила, на прослави Ратова звезда у Европи, да ће се Џон Вилијамс вратити као композитор у трилогији наставака. Вилијамс је потврдио своје учешће у овом филму, на Тенглвуд концерту у августу 2016. године, изјављујући да ће снимати музику од децембра 2016. до априла или маја 2017. године. 21. фебруара 2017. године, потврђено је да се снимање одвија, са Вилијамсом и Вилијамом Росом као диригентима.
Уместо традиционалне сесије са Џонсоном, Вилијамсу је обезбеђена музика из његових претходних филмских остварења као референца за музику и за овај филм. Музика укратко цитира песму „Aquarela do Brasil” Арија Бароса у Канто Бајт секвенци, као још једну референцу на филм Бразил. Такође укратко цитира Вилијамсово извођење његове сопствене теме за филм Приватни детектив  током сцене где Фин и Роуз беже, али ово се није нашло у званичном саундтреку.
Званични саундтрек је издала компанија Волт Дизни рекордс 15. децембра 2017. године на ЦД-у, дигиталном формату и стриминг сервисима.

## Реализација
У јануару 2015, директор Дизнија, Боб Ајгер, изјавио је да ће Епизода VIII бити реализована 2017, а у марту је Лукасфилм је објавио да ће филм изаћи 26. маја 2017. године. У јануару 2016, датум изласка је померен на 15. децембар 2017. године, када је најављено да ће бити реализован у 3Д и ИМАКС 3Д форматима. 23. јануара 2017, откривено је да ће званични наслов филма бити Ратови звезда: Последњи џедаји. Слично као и са филмовима Империја узвраћа ударац, Повратак џедаја и Буђење силе, Епизода VIII је укључено у филмски уводни текст.
Светска премијера филма је одржана 9. децембра 2017. у Лос Анђелесу. Европска премијера је одржана у Лондону 12. децембра исте године, са церемонијом црвеног тепиха.
Објављено је да је Дизни поставио значајне услове америчким биоскопима који приказују овај филм, које су неки оператери описали као тешке. Дизни је захтевао да се филм приказује у највећем гледалишту у биоскопу у периоду од четири недеље (друга Дизнијева издања су имала сличне клаузуле, али са само две недеље), и добио је смањење продаје улазница за 65% (проценат већи од просека осталих високобуџетних филмова од 55–60%, док се наводи и као највиши расцеп који је икада тражио холивудски филм иза 64% поделе Буђења силе). Споразум, који је требало да буде поверљив, садржао је и прописе о унапређењима и ограничења за уклањање било ког редовног приказивања. Кршења су требала бити кажњена додатним смањењем продаје карата за 5%. Због тога су неки биоскопи одбили да приказују филм, посебно они мањи или биоскопи са једном салом, којима би иначе било забрањено приказивање било ког другог филма током периода обавезивања. Представници индустрије сматрали су ову политику разумном, позивајући се на перформансе Дизнијевих издања и франшизе Ратова звезда, као и да ће загарантовано пословање које привлачи филм и продаја концесија надокнадити већи рез у продаји карата.

### Маркетинг
Комплет од осам промотивних поштанских маркица објављен је 12. октобра 2017. године у Уједињеном Краљевству од стране Ројал Мејла са уметничким делима Малколма Твина. 19. септембра 2017. године, Аустралијска пошта објавила је сет пакет маркица. Повезане промотивне кампање рађене су, између осталог, са компанијама Нисан и Бел Медија. Објављена су два главна трејлера, праћена бројним телевизијским спотовима. Фигурице многих ликова пуштене су у продају у октобру, а карте за филм су почеле да се продају у октобру.
Неколико повезаних књига објављено је истог дана када је филм реализован у Северној Америци, укључујући Последњи џедаји: Визуелни речник и разне књиге за читање и активности деце. Сродне новелизације су укључивале књигу преднаставак, Ескадрила Кобалт, као и Канто Бајт, збирку новела о истоименом казину.
Као и код Буђења силе, не постоји званична видео-игра повезана са овим филмом, у корист интегрисања садржаја из филма у друге видео игре Ратова звезда, укључујући Star Wars Battlefront II, која је увела различите садржаје из филма током друге недеље прве „сезоне” ове игре. Ажурирање МОБА мобилне игре Star Wars: Force Arena додало је нови садржај из ере наставка, укључујући неке ликове онакве какви су се појавили у овом филму. Ликови из филма појавили су се и у мобилној РПГ игри Star Wars: Galaxy of Heroes.

### Кућни медији
Студио Волт Дизни је објавио овај филм дигиталним путем на ХД и 4К формату 13. марта 2018, док је 27. марта исте године објавио Ултра ХД Блу-реј, Блу-реј и ДВД физичко издање филма. Последњи џедаји је такође први филм из серијала Ратови звезда који је објављен у Ултра ХД Блу-реј формату. 4К верзија филма је касније уврштена у 4К Ултра ХД Блу-реј сет „Скајвокер саге”, која је реализована 31. марта 2020. године.

### Повезана литература и производи
Званичну новелизацију филма је објавио Џејсон Фрај, док је аудио-књигу читао Марк Томпсон. Постоји и „јуниорски роман” Мајкла Когеа и аудио-књига коју чита Џесика Алмаси.

## Пријем

### Зарада
Филм Ратови звезда: Последњи џедаји је зарадио је 620,2 милиона долара у Сједињеним Државама и Канади, и 712,6 милиона на осталим територијама, што чини укупну зараду од 1,333 милијарде долара широм света. Током премијерног викенда је зарадио 450,8 милиона долара, што га је тада чинило седмим најуспешнијим премијерним викендом икада, укључујући 40,6 милиона долара који су приписани ИМАКС пројекцијама, што га чини другим најуспешнијим ИМАКС викендом. Процењено је да ће филм морати да заради 800 милиона долара широм света како би остварио профит; Deadline Hollywood је израчунао нето добит филма на 417,5 милиона долара, узимајући у обзир све трошкове и приходе, што га чини најисплативијим издањем 2017. године.
31. децембра 2017. године, током 17. дана изласка, прешао је праг од милијарду долара, поставши четврти филм из 2017. године, петнаести Дизнијев филм, четврти филм Ратова звезда и укупно тридесет други филм који је остварио ову зараду. Најуспешнији је филм по заради из 2017. године, други је филм са највећом зарадом у серијалу (иза Буђења силе), а у време изласка је био четврти филм са највећом зарадом у издању студија Волт Дизни, шести филм са највећом зарадом у Северној Америци и девети филм са највећом зарадом свих времена.

#### Сједињене Државе и Канада
Карте у претпродаји кренуле су у продају у Сједињеним Државама 9. октобра 2017. године, а као и код Буђења силе и Одметника-1, сајтовима за продају карата попут Фанданга пали су сервери због великог промета и потражње. У Сједињеним Државама и Канади, филм је током премијерног викенда зарадио око 200 милиона долара у 4.232 биоскопа. Филм је током приказивања четвртком увече зарадио 45 милиона долара, што је други највећи износ икада (иза зараде Буђења силе од 57 милиона долара). Првог дана је зарадио 104,8 милиона долара (укључујући и претпремијере) и 220 милиона током викенда, што је други највиши износ свих времена. Зарада током премијерног викенда је укључивала и ИМАКС премијеру, са зарадом од 25 милиона долара, што је најуспешнији премијерни ИМАКС викенд те године и други по величини икад иза Буђења силе.
Након пада за 76% током другог петка, најгорег пада од петка до петка у серијалу, зарада је пала за укупно 67,5% током другог викенда, зарадивши 71,6 милиона долара. Био је то највећи пад  у серијалу током другог викенда, иако је остао на врху листе најуспешнијих филмова те недеље. Тродневни укупни резултат био је 14. највећи други премијерни викенд свих времена. 25. децембра је зарадио додатних 27,5 милиона долара, што је друга највећа зарада током приказивања на овај дан свих времена иза Буђења силе (49,3 милиона долара), за четвородневни викенд у укупном износу од 99 милиона долара. Треће недеље приказивања је зарадио 52,4 милиона долара, поново се нашавши на врху најуспешнијих филмова недеље. На територији Северне Америке је до тада зарадио 517,1 милион долара, претекавши Дизнијев филм Лепотица и звер као најуспешнији филм у 2017. години. Била је то шеста најуспешнија трећа недеља приказивања свих времена. Остварио је седму најуспешнији зараду током приказивања на дан Нове године са 14,3 милиона долара, чиме је укупан четвородневни износ достигао 66,8 милиона долара. Зарадио је 23,7 милиона долара, а следећег викенда надмашио га је филм Џуманџи: Добродошли у џунглу (који се приказивао већ три недеље) и Астрална подмуклост 4: Последњи кључ.

#### Остале државе
У прва два дана изласка филм је зарадио 60,8 милиона долара на 48 тржишта. Најуспешније земље биле су Уједињено Краљевство (10,2 милиона долара), Немачка (6,1 милион долара), Француска (6 милиона долара), Аустралија (5,6 милиона долара) и Бразил (2,5 милиона долара). До краја викенда, филм је зарадио 230,8 милиона долара изван САД и Канаде, девети по заради свих времена. То укључује 36,7 милиона долара у Уједињеном Краљевству (трећи по заради), 23,6 милиона у Немачкој (други по заради), 18,1 милиона у Француској, 15,9 милиона у Аустралији (други по заради), 14,4 милиона у Јапану, 8,5 милиона у Русији, 8,3 милиона долара у Шпанији, 7,2 милиона у Бразилу, 7 милиона у Италији и Мексику, 6,0 милиона у Шведској и 5,1 милиона у Јужној Кореји. Другог викенда у иностранству је зарадио 76,1 милион долара и постао четврти филм са највећом зарадом у Европи те године. Од 21. јануара, највећа тржишта изван Сједињених Држава и Канаде била су Уједињено Краљевство (109,3 милиона долара), Немачка (79,8 милиона долара), Француска (63,5 милиона долара), Јапан (60,8 милиона долара) и Аустралија (43,5 милиона долара).
Филм је током премијерног викенда у Кини зарадио 28,7 милиона долара, што га је учинило најнеуспешнијим филмом Ратова звезда у овој земљи од 2005. године. Буђење силе је две године раније током премијерног викенда зарадио 52 милиона долара, а Одметник-1, у којем су учествовале кинеске звезде Дони Јен и Ђанг Вен , зарадио је 30 милиона долара у 2016. години. Последњи џедаји је додао само 7 милиона током недеље, да би достигао укупно 34,2 милиона у првих седам дана. Недељу дана након изласка, кинески биоскопи су смањили број приказивања филма за 92 процента, са својих 34,5% удела у укупним пројекцијама те територије. Филм је током трећег викенда зарадио 910 хиљада долара, спустивши се на девето место на кинеским благајнама, у сенци нових издања, укључујући боливудски филм Secret Superstar, холивудске филмове Фердинанд и Чудо, као и кинески филм Боље сутра 2018. Последњи џедаји је зарадио 41 милион долара Кина, закључно са 21. јануаром 2018. године.

### Критике
Веб страница за рецензије Rotten Tomatoes известила је да је 90% критичара филму дало позитивну оцену на темељу 453 рецензије, са просечном оценом 8,09/10. Консензус критичара странице гласи: „Ратови звезда: Последњи џедаји одаје почаст богатој оставштини саге, додајући неке изненађујуће преокрете − и пружајући сву емотивно-јаку акцију којој се обожаваоци надају.” На Метакритику, филм има просечну оцену 85 од 100 на темељу 56 критичара, што указује на „опште признање”.
Мет Золер Зајц са сајта RogerEbert.com, дао је филму четири од четири звезде, хвалећи изненађења и ризике које је филм начинио, написавши да „Филм делује подједнако добро као озбиљна авантура пуна страствених јунака и зликоваца и као медитација о наставцима и франшизином својству... [Филм] је заокупљен питањима наслеђа, законитости и сукцесије и укључује више расправа о томе треба ли поновити или одбацити приче и симболе прошлости.” Пишући за Rolling Stone, Питер Траверс је филму доделио 3,5 од 4 звезде, похваливши глумце и режију: „Налазите се у хипер-вештим Џонсоновим рукама, који вам осигурава да напустите мултиплекс осећајући се еуфорично. Средњи део актуелне трилогије, Последњи џедаји сврстава се у најбоље из Ратова звезда (чак и врхунац који је Империја узвраћа ударац) усмеравајући пут према напред следећој генерацији Скајвокера - и, узбудљиво, новој нади.”
Ричард Ропер из Chicago Sun-Times дао је филму 3,5/4 звезде, рекавши: „Ратови звезда: Посљедњи џедаји ... не додељује сасвим исти емоционални ударац [као што је Буђење силе] и помало заостаје у другој половини, [али] ово је још увек вредно поглавље из франшизе Ратови звезда, искачући узбудљивим акционим сценама, прожетим добрим хумором и који садрже више од неколико сјајних „повратних позива“ претходним ликовима и иконичним тренуцима.” За Холивуд репортер, Тод Макарти, рекао је: „Препун акцијом и задовољавањем на начин на који његова одана публика жели да буде, скок режисера Рајана Џонсона у свемир Џорџа Лукаса уопштено је угодно иако се понекад мучи да пронађе нешто корисно и/или занимљиво што своји ликове треба да раде.”
Вил Гомперц, уметнички уредник BBC News-а, дао је филму 4/5 звезда написавши: „Рајан Џонсон ... није вам покварио Божић ћуретином. Његов дар вама је крекер, блокбастерски филм препуном досетљивости, духовитости и хрпом акције.” Марк Kермод, британски филмски критичар, дао је филму 4/5 звезда изјавивши да се Џонсон „доказује мајстором чина балансирања, држећи зараћене снаге ове интергалактичке франшизе у готово савршеном складу.” Непредвидивост заплета ценили су рецензенти попут Алекса Лидбитера из Screen Rant-а, који је посебно коментарисао да је Снуокова смрт „најбољи филмски заокрет годинама уназад”. Kреатор франшизе, Џорџ Лукас, који није био укључен у продукцију филма, описао је овај филм као „предивно направљен” убрзо након објављивања. Његова реакција на Буђење силе била је генерално негативнија.
Супротно томе, Ричард Броди из The New Yorker-а написао је: „Упркос неколико запањујућих украсних детаља (од којих већина укључује црвену боју) и тог кратког средишњег тренутка са више Реј, филм се појављује као дело које је глачано, изравнано, страшно прочишћено. Више од свега, нуди застрашујуће израчунато приповедање, уметнуту универзалност која се делом постиже изричитим верским референцама.” Kејт Тејлор из The Globe and Mail-а дала је филму 2/4 звезде, рекавши да је филм претрпео превише нових додатака и написала: „Врхунске нове животиње, зрели негативци, велика јунакиња, пригушен хумор − док настоји да подржи голему културну баштину, ова трилогија која се развија покушава да се бори за одржавање равнотеже која се често чини изван досега.” Овен Глејберман из Variety-а критиковао је филм због превеликог игнорисања претходних филмова изјавивши да се „сада понављају ствари које су се већ поновиле. Завера са побуњеницима која је наше јунаке дотерала до краја њихова борбеног духа, осећа се као поновни преглед онога што смо прошли пре годину дана у филму Одметник-1, и покушаји одјека изгледа, расположења и замраченог дизајна филма Империја узвраћа ударац сада јасно показују да је нова трилогија службени споменик носталгији.”

### Критике публике
Пријем публике измерен методама научног анкетирања био је врло позитиван. Публика коју је CinemaScore насумично анкетирао на дан премијере, филму је дала просечну оцену „А” на лествици од А+ до Ф. Анкете из SurveyMonkey-а и comScore's PostTrak-а открили су да је 89% чланова публике филм оценило позитивно, укључујући ретку оцену од пет звездица.
Кориснички резултати на сајтовима Rotten Tomatoes и Метакритик били су негативнији. На сајту Rotten Tomatoes 43% корисника филм је оценило са 3,5 звездице или више, док је на Метакритику просечна оцена корисника била 4,4 од 10. Неколико рецензената нагађало је да је координирано подношење гласова из интернет група и ботова допринело ниским резултатима. Оцене публике пронађене на веб страницама као што су Rotten Tomatoes и Метакритик захтевају само регистрацију и не осигуравају се да су гласачи који су допринели филму погледали филм.  Quartz је напоменуо да су неки нови рачуни дали негативне оцене филмовима Последњи џедаји и Тор: Рагнарок, док је Bleeding Cool изјавио да су се критике за последњи филм поделе благо, али потом и „нагло скочиле”. Kао одговор на тврдње о обмани, извршни директор Фандангоа изјавио је да особље Rotten Tomatoes-а није открило никакву необичну активност на овом филму осим приметног „узорака у броју написаних корисничких прегледа”. Међутим, 2019. године, портпарол Rotten Tomatoes-а потврдио је да је филм био „озбиљно циљан” кампањом за неуспех.
Рецензенти су приметили и колико је било поделе мишљења публике око овог филма. Емили Вандерверф са сајта Vox сматрала је да су незадовољни љубитељи филм сматрали превише прогресивним, као и да им се није свиђао хумор, заплет или карактеризација ликова, или да су се осећали издано тиме што су игнорисане разне теорије обожаватеља. И други рецензенти су направили слична запажања. Публику је нарочито раздвојило откриће да су Рејини родитељи безначајни; многи обожаваоци су очекивали да ће она бити Лукова ћерка или да ће делити лозу са неким другим ликом из оригиналне трилогије. Било је и осећаја да је Сноуков лик неразвијен, као и да су Лукова дела била у супротности са његовим претходним јуначким приказом. Рецензенти су изјавили да су се теорије обожаваоца толико укорениле међу неким гледаоцима да им је било тешко да прихвате различите приче, али и да су други гледаоци ценили радњу, тон и одступање филма од традиције Ратова звезда.

### Награде
| Награда                                               | Датум церемоније  | Категорија                                                | Примаоци и кандидати                                                               | Резултат   | Ref. |
| ----------------------------------------------------- | ----------------- | --------------------------------------------------------- | ---------------------------------------------------------------------------------- | ---------- | ---- |
| Оскар                                                 | 4. март 2018.     | Најбоља оригинална музика                                 | Џон Вилијамс                                                                       | Номинација |      |
| Оскар                                                 | 4. март 2018.     | Најбоља монтажа звука                                     | Метју Вуд и Рен Клајс                                                              | Номинација |      |
| Оскар                                                 | 4. март 2018.     | Најбољи микс звука                                        | Дејвид Паркер, Мајкл Семаник, Рен Клајс и Стјуарт Вилсон                           | Номинација |      |
| Оскар                                                 | 4. март 2018.     | Најбољи визуелни ефекти                                   | Бен Морис, Мајк Малхоланд, Нил Сканлан и Крис Корбулд                              | Номинација |      |
| Art Directors Guild Awards                            | 27. јануар 2018.  | Изврсност у дизајну продукције за фантастични филм        | Рик Хајнрихс                                                                       | Номинација |      |
| БАФТА                                                 | 18. фебруар 2018. | Најбољи звук                                              | Рен Клајс, Дејвид Паркер, Мајкл Семаник, Стјуарт Вилсон и Метју Вуд                | Номинација |      |
| БАФТА                                                 | 18. фебруар 2018. | Најбољи визуелни ефекти                                   | Стивен Алпин, Крис Корбулд, Бен Морис и Нил Сканлан                                | Номинација |      |
| Costume Designers Guild                               | 20. фебруар 2018. | Изврсност у фантастичном филму                            | Мајкл Каплан                                                                       | Номинација |      |
| Награда Емпајер                                       | 18. март 2018.    | Најбољи филм                                              | Ратови звезда: Последњи џедаји                                                     | Освојено   |      |
| Награда Емпајер                                       | 18. март 2018.    | Најбољи режисер                                           | Рајан Џонсон                                                                       | Освојено   |      |
| Награда Емпајер                                       | 18. март 2018.    | Најбољи глумац                                            | Џон Бојега                                                                         | Номинација |      |
| Награда Емпајер                                       | 18. март 2018.    | Најбоља глумица                                           | Дејзи Ридли                                                                        | Освојено   |      |
| Награда Емпајер                                       | 18. март 2018.    | Најбољи женски придошлица                                 | Кели Мари Тран                                                                     | Номинација |      |
| Награда Емпајер                                       | 18. март 2018.    | Најбољи научнофантастични филм                            | Ратови звезда: Последњи џедаји                                                     | Номинација |      |
| Награда Емпајер                                       | 18. март 2018.    | Најбоља сценографија                                      | Ратови звезда: Последњи џедаји                                                     | Номинација |      |
| Награда Емпајер                                       | 18. март 2018.    | Најбољи визуелни ефекти                                   | Ратови звезда: Последњи џедаји                                                     | Освојено   |      |
| Награда Емпајер                                       | 18. март 2018.    | Најбоља костимографија                                    | Мајкл Каплан                                                                       | Освојено   |      |
| МТВ филмска награда                                   | 18. јун 2018.     | Најбоља улога                                             | Дејзи Ридли                                                                        | Номинација |      |
| МТВ филмска награда                                   | 18. јун 2018.     | Најбољи херој                                             | Дејзи Ридли                                                                        | Номинација |      |
| МТВ филмска награда                                   | 18. јун 2018.     | Најбољи негативац                                         | Адам Драјвер                                                                       | Номинација |      |
| Награда Сатурн                                        | 27. јун 2018.     | Најбољи научнофантастични филм                            | Ратови звезда: Последњи џедаји                                                     | Номинација |      |
| Награда Сатурн                                        | 27. јун 2018.     | Најбољи глумац                                            | Марк Хамил                                                                         | Освојено   |      |
| Награда Сатурн                                        | 27. јун 2018.     | Најбоља глумица                                           | Дејзи Ридли                                                                        | Номинација |      |
| Награда Сатурн                                        | 27. јун 2018.     | Најбоља споредна глумица                                  | Кари Фишер                                                                         | Номинација |      |
| Награда Сатурн                                        | 27. јун 2018.     | Најбоља споредна глумица                                  | Кели Мари Тран                                                                     | Номинација |      |
| Награда Сатурн                                        | 27. јун 2018.     | Најбољи режисер                                           | Рајан Џонсон                                                                       | Номинација |      |
| Награда Сатурн                                        | 27. јун 2018.     | Најбољи сценарио                                          | Рајан Џонсон                                                                       | Освојено   |      |
| Награда Сатурн                                        | 27. јун 2018.     | Најбоља сценографија                                      | Рик Хајнрихс                                                                       | Номинација |      |
| Награда Сатурн                                        | 27. јун 2018.     | Најбоља монтажа                                           | Боб Дускај                                                                         | Освојено   |      |
| Награда Сатурн                                        | 27. јун 2018.     | Најбоља музика                                            | Џон Вилијамс                                                                       | Номинација |      |
| Награда Сатурн                                        | 27. јун 2018.     | Најбољи костими                                           | Мајкл Каплан                                                                       | Номинација |      |
| Награда Сатурн                                        | 27. јун 2018.     | Најбоља шминка                                            | Питер Кинг и Нил Сканлан                                                           | Номинација |      |
| Награда Сатурн                                        | 27. јун 2018.     | Најбољи специјални ефекти                                 | Бен Морис, Мајкл Малхоланд, Крис Корбулд и Нил Сканланд                            | Номинација |      |
| Teen Choice Awards                                    | 13. август 2018.  | Најбоља глумица у фантастичном филму                      | Кари Фишер                                                                         | Освојено   |      |
| Teen Choice Awards                                    | 13. август 2018.  | Најбоља глумица у фантастичном филму                      | Дејзи Ридли                                                                        | Номинација |      |
| Teen Choice Awards                                    | 13. август 2018.  | Најбољи глумац у фантастичном филму                       | Џон Бојега                                                                         | Номинација |      |
| Teen Choice Awards                                    | 13. август 2018.  | Најбољи глумац у фантастичном филму                       | Марк Хамил                                                                         | Номинација |      |
| Teen Choice Awards                                    | 13. август 2018.  | Најбољи глумац у фантастичном филму                       | Оскар Ајзак                                                                        | Номинација |      |
| Teen Choice Awards                                    | 13. август 2018.  | Најбољи фантастични филм                                  | Ратови звезда: Последњи џедаји                                                     | Номинација |      |
| Teen Choice Awards                                    | 13. август 2018.  | Најбољи негативац                                         | Адам Драјвер                                                                       | Номинација |      |
| Teen Choice Awards                                    | 13. август 2018.  | Најбољи придошлица                                        | Кели Мари Тран                                                                     | Номинација |      |
| Visual Effects Society\|Visual Effects Society Awards | 13. фебруар 2018. | Outstanding Visual Effects in a Photoreal Feature         | Бен Морис, Тим Кин, Еди Паскарељо, Данијел Седон и Крис Корбулд                    | Номинација |      |
| Visual Effects Society\|Visual Effects Society Awards | 13. фебруар 2018. | Outstanding Virtual Cinematography in a Photoreal Project | Камерон Нилсен, Алберт Ченг, Џон Левин, Јохан Курнија за „Битку на Крејту”         | Номинација |      |
| Visual Effects Society\|Visual Effects Society Awards | 13. фебруар 2018. | Outstanding Effects Simulations in a Photoreal Feature    | Питер Кајм, Мигел Перез Сенет, Ахмед Гараф, Били Коплеј за „Bombing Run”           | Номинација |      |
| Visual Effects Society\|Visual Effects Society Awards | 13. фебруар 2018. | Outstanding Effects Simulations in a Photoreal Feature    | Михај Киороба, Риоџи Фуџита, Џијонг Шин, Ден Финеган за „Уништење мега уништитеља” | Номинација |      |

## Наставак
Ратови звезда: Успон Скајвокера, последње остварење у трилогији наставака, реализован је 20. децембра 2019. године. Снимање је почело 1. августа 2018. године. Колин Тревороу је првобитно најављен као режисер, али 5. септембра 2017, Лукасфилм је најавио да је он напустио пројекат. Недељу дана касније, Лукасфилм је објавио да ће Џеј-Џеј Ејбрамс режирати овај филм, као и да ће он написати сценарио заједно са Крисом Теријом.